# صدا و سیمای استان مرکزی
صدا و سیمای استان مرکزی یکی از مراکز صدا و سیمای جمهوری اسلامی ایران است که در شهر اراک فعالیت می‌کند.

## تاریخچه
صدا و سیمای مرکز اراک در سال ۱۳۶۲ بعنوان یک دفتر خبری در سطح استان کار خود را آغاز کرد در آبان ماه سال ۱۳۶۵ فعالیت رسمی مرکز با نصب و بهره‌برداری از یک فرستنده یک کیلووات رادیویی با پخش برنامه‌های خبری توسط واحد اطلاعات و اخبار آغاز شد. تا سال ۱۳۶۵این مرکز دارای یک فرستنده یک کیلوواتی بود که تنها ۴۵ درصد مناطق استان را تحت پوشش قرار می‌داد که در سال ۱۳۶۹ با راه‌اندازی فرستنده ۱۰ کیلوواتی و نصب یک استودیوی تولید و یک استودیوی پخش به ۶۵ درصد رسید و از سال ۱۳۷۳ با راه‌اندازی فرستنده ۱۰۰ کیلو وات همه استان زیر پوشش صدای استانی قرار گرفته. واحد تولید صدای مرکز نیز فعالیت خود را از سال ۱۳۶۶ آغاز نموده و تا سال ۱۳۷۵ با یک استودیو و سپس با دو استودیو به صورت متناوب روزانه ۲الی ۳ برنامه رادیویی تولید و پخش کرده است.
از سال ۱۳۷۵ همزمان با انتقال به ساختمان جدیدالاحداث و با برخورداری از فضایی به وسعت ۷۵۴۶۵ متر مربع در غرب شهر اراک در مسیر جاده اراک-قم و با زیر بنای ۸۵۷۷ متر مربع شامل واحدهای تولید و پخش صد او سیما، پشتیبانی، اطلاعات و اخبار، واحد فنی وسایر امکانات رفاهی به کار خود ادامه می‌دهد.
در سال ۱۳۷۹ با بهره‌برداری از شبکه صدای استان مرکزی با ۳ استودیوی تولید و پخش، روزانه ۱۶ ساعت برنامه تهیه و پخش می‌شود که این برنامه‌ها با یک فرستنده ۱۰۰ کیلو وات در تمام مناطق استان مرکزی و قسمتی از استان‌های همجوار قابل دریافت است.
اکنون با افزایش تولید و پخش برنامه‌های این شبکه از ساعت ۴:۰۰ صبح تا ۲۴ شب افزون بر ۲۰ ساعت برنامه‌های متنوع را در موضوعات گوناگون فرهنگی، اجتماعی، معارف اسلامی، اقتصادی، علم و فن، بسیج و دفاع مقدس، ورزش و تفریحات سالم، تاریخی، اطلاعات عمومی و سیاسی، جوان، زن و خانواده، نوجوان، کودک و خردسال و عامه مردم تهیه و پخش می‌کند.